# 中道勝士
中道 勝士（なかみち かつし、1994年4月30日 - ）は、奈良県北葛城郡上牧町出身の元プロ野球選手（捕手）。右投左打。NPBでは育成選手であった。
現在は堺市堺区の焼肉屋「焼肉しょう」の店長を務めている。

## 経歴

### プロ入り前
中学時代は大阪柏原ボーイズに所属。2009年には、AA世界野球選手権大会日本代表に選出された。
智辯学園高校への進学後に、同学年の青山大紀とバッテリーを結成。2年夏の第93回全国高等学校野球選手権大会に「4番・捕手」として出場した。3回戦では、近藤健介・乙坂智・柳裕也・田原啓吾を擁する横浜高校を相手に8回まで3点のリードを許しながら、9回に8点を奪って逆転勝利。結局、準々決勝にまで勝ち残った。3年時には、春の第84回選抜高等学校野球大会で「1番・捕手」として出場。関東第一高校との2回戦で中村祐太から2安打を放ったが、チームは1 - 2のスコアで敗れた。夏の選手権大会では準決勝で畝傍高校に敗れたが、大会後の第25回AAA世界野球選手権大会に日本代表として出場した。
高校時代に対外試合で通算26本塁打を放ったほどの長打力を背景に、明治大学へ進学。坂本誠志郎や牛島将太との正捕手争いで後塵を拝したため、在学中は目立った成績を残せなかったが、2016年のNPB育成ドラフト会議で当時青山が所属していたオリックス・バファローズから5巡目で指名。支度金300万円、年俸250万円（金額は推定）という条件で、育成選手として入団した。背番号は128。ちなみに、育成ドラフト会議の前に開かれた支配下登録選手向けのドラフト会議では、明治大学の同級生から柳裕也・星知弥・佐野恵太が指名。柳は中日ドラゴンズ、星は東京ヤクルトスワローズ、佐野は横浜DeNAベイスターズへ入団している。

### オリックス時代
2016年12月の新人選手入団会見の直後に、厚生労働省指定の難病である潰瘍性大腸炎への罹患が判明した。一時は、球団選手寮「青濤館」への入寮や、翌2017年の春季キャンプへの参加の中止が報じられていた。しかし、主力選手の安達了一が潰瘍性大腸炎を患いながらプレーを続けていることを背景に、球団では安達と同様のサポート体制で対応。安達が通う病院への受診体制を手配するなどの措置を講じた末に、当初の予定を遅らせたうえで「青濤館」へ入寮させた。
2017年には春季キャンプにも参加したが、シーズン中にはウエスタン・リーグ公式戦5試合に出場しただけで、夏場から野球に取り組めないほど体調が悪化。7月以降実戦から遠ざかったまま、10月2日に球団から戦力外通告を受けた。10月31日付で、NPBから自由契約選手として公示。

### オリックス退団後
本人いわく「『自分の力がプロでやっていけるものかどうか』ということすら分からない段階で（オリックスの）チームを離れることになってしまったので、踏ん切りがつかなかった」とのことで、2018年2月には、「アジアンアイランダース」の一員として台湾のウィンタートライアウトに参加。このトライアウトではどの球団からも獲得のオファーを受けられなかったが、後にオーストラリアの独立リーグでプレーの機会を得た。

### 関西独立リーグ・堺時代
2019年に、関西独立リーグの堺シュライクスへ入団した。背番号は5。この年から同リーグへ新たに参入したチームの1期生に当たるが、本人は入団の前から、野球選手として最後のシーズンを地元・関西地方のチームで過ごすことを決めていたという。実際には、リーグ戦の全45試合中41試合に出場。試合中の審判に対する不当な接触行為で9月に2試合の出場停止処分を受けたものの、リーグ4位の打率.336、32打点、5本塁打、10盗塁などという好成績を残した。前述した決意に沿って、この年限りで現役を引退。

### 現役引退後
堺シュライクスがグループとして2019年12月から焼肉店を新たに開店することに伴って、初代の店長に任命された。11月の現役引退から12月15日のプレオープンまで期間が短いながらも、知り合いの焼き肉店で修業を経て間に合わせ、テスト期間を経て2020年1月13日より本格的にオープンさせた。オープン後には精肉販売の免許も取得した。同店では堺の選手もアルバイトで入っているという。
焼肉店の店長以外の活動では、赤星憲広がオーナーを務める中学生硬式野球クラブ「レッドスターベースボールクラブ」で、育成兼バッテリーコーチとして、中学生の野球指導も行っている。2022年からは北東北大学野球連盟のノースアジア大学でコーチを務めた。
2024年に日本野球連盟に加盟した社会人野球チーム・ムラチグループに所属し、5年ぶりに現役復帰。同年9月の第49回社会人野球日本選手権大会近畿地区最終予選で公式戦デビューした。2025年時点では、チーフマネージャーを兼任している。

## 選手としての特徴
中学・高校で年代別日本代表に選出された経験値と、広角に打ち分ける打撃が評価されてのプロ入りとなった。

## 詳細情報

### 年度別打撃成績
- 一軍公式戦出場なし

### 独立リーグでの打撃成績
| 年 度   | 球 団   | 試 合 | 打 数 | 得 点 | 安 打 | 二 塁 打 | 三 塁 打 | 本 塁 打 | 打 点 | 三 振 | 四 球 | 死 球 | 犠 打 | 犠 飛 | 盗 塁 | 打 率 | 出 塁 率 | 長 打 率 | O P S |
| ------- | ------- | ----- | ----- | ----- | ----- | -------- | -------- | -------- | ----- | ----- | ----- | ----- | ----- | ----- | ----- | ----- | -------- | -------- | ----- |
| 2019    | 堺      | 41    | 152   | 44    | 51    | 10       | 1        | 5        | 32    | 17    | 20    | 5     | 0     | 3     | 10    | .336  | .422     | .513     | .935  |
| KD：1年 | KD：1年 | 41    | 152   | 44    | 51    | 10       | 1        | 5        | 32    | 17    | 20    | 5     | 0     | 3     | 10    | .336  | .422     | .513     | .935  |

### 背番号
- 128 （2017年）
- 5 （2019年）